# ليو تومي
ليو تومي هو لاعب كرة قدم برازيلي في مركز الوسط، ولد في 17 سبتمبر 1986. لعب مع لوليتيانو.

## وصلات خارجية
- ليو تومي على موقع قاعدة بيانات كرة القدم.إي يو (الإنجليزية)